# Hœnheim
Hoenheim – miejscowość i gmina we Francji, w regionie Grand Est, w departamencie Dolny Ren.
Według danych na rok 2018 gminę zamieszkiwało 11 225 osób, a gęstość zaludnienia wyniosła 3282 os./km².

## Demografia
Ludność według grup wiekowych:
| Wiek            | 2007 | %    | 2012 | %    | 2017 | %    |
| --------------- | ---- | ---- | ---- | ---- | ---- | ---- |
| 0 - 14 lat      | 1660 | 15,7 | 1700 | 15,4 | 1821 | 16,2 |
| 15 - 29 lat     | 1762 | 16,7 | 1914 | 17,4 | 1881 | 16,8 |
| 30 - 44 lat     | 2077 | 19,7 | 2057 | 18,6 | 1994 | 17,8 |
| 45 - 59 lat     | 2288 | 21,7 | 2267 | 20,5 | 2158 | 19,2 |
| 60 - 74 lat     | 1891 | 17,9 | 2137 | 19,4 | 2087 | 18,6 |
| 75 lat i więcej | 866  | 8,2  | 955  | 8,7  | 1273 | 11,4 |

Ludność historyczna:
| Rok  | Populacja | Średnia gęstość zaludnienia os./km² |
| ---- | --------- | ----------------------------------- |
| 1982 | 10 432    | 3050                                |
| 1990 | 10 566    | 3089                                |
| 1999 | 10 726    | 3136                                |
| 2007 | 10 544    | 3083                                |
| 2012 | 11 031    | 3225                                |
| 2017 | 11 215    | 3279                                |
| 2018 | 11 225    | 3282                                |

## Burmistrzowie Hœnheim
Dotychczas funkcję burmistrza Hœnheim pełniło 9 osób:
| Burmistrz          | Kadenacja    |
| ------------------ | ------------ |
| Aloyse Leppert     | 1900 – 1910  |
| Joseph Neiner      | 1910 – 1928  |
| Joseph Wolff       | 1928 – 1940  |
| Emile Grussenmeyer | 1945 – 1959  |
| Joseph Bouchesèche | 1959 – 1971  |
| André Debes        | 1971 – 1983  |
| Henri Waldert      | 1983 – 1995  |
| André Schneider    | 1995 – 2008  |
| Vincent Debes      | Od 2008 roku |